# Casimir Koza
Casimir Koza, all'anagrafe Kozakiecicz Kazimierz Francois (Fouquières-lès-Lens, 27 gennaio 1935 – Bois-Bernard, 30 novembre 2010), è stato un calciatore francese, di ruolo attaccante.

## Carriera
Fu capocannoniere della seconda serie francese nel 1961. Nel 1964 vinse la Coppa di Lega francese con lo Strasburgo.

## Palmarès

### Club

#### Competizioni nazionali
- Coppa di Lega francese: 1

Strasburgo: 1963-1964

### Individuale
- Capocannoniere della seconda divisione francese: 1

1960-1961(28 reti)